# زیردریایی یو-۳۷۷
زیردریایی یو-۳۷۷ (به انگلیسی: German submarine U-377) یک زیردریایی بود که طول آن ۶۷٫۱ متر (۲۲۰ فوت ۲ اینچ) بود. این زیردریایی در سال ۱۹۴۱ ساخته شد.